# Adelard
Adelard iz Batha (Adelhard, Aethelhard, Alard, Abelard), angleški učenjak in prevajalec, * okoli 1080, Bath pri Bristolu, Anglija, † okoli 1150.
Leta 1126 je iz arabščine v latinščino prevedel al-Hvarizmijeve astronomske tabele (zij). Postale so osnova za druga dela. Te arabske astronomske tabele so zamenjale vse prejšnje grške in indijske tabele. Uporabljati so jih začeli tudi na Kitajskem. Prevedel je aritmetično znanstveno razpravo in Evklidove Elemente, katerih prevod velja za najstarejši latinski prevod. Je eden od prvih sholastikov, ki so širili grško in arabsko znanost. V skladu s Platonovim racionalizmom je učil, da nas čuti varajo in da celotno znanje temelji na umu.